# Всемирная сионистская организация
Всемирная сионистская организация (ивр. הַהִסְתַּדְּרוּת הַצִּיּוֹנִית הָעוֹלָמִית‎; HaHistadrut HaTsionit HaOlamit, или WZO) — общественная организация, была основана как сионистское объединение по инициативе Теодора Герцля на Первом сионистском конгрессе, который состоялся в августе 1897 года в городе Базеле, Швейцария. 
Участники Конгресса приняли резолюцию, в которой были определены цели сионистского движения. Именно это решение и стало известно как «Базельская программа». Из программы, в частности, следует, что «сионизм стремится подтвердить уверенность еврейского народа в законных основаниях жизни в Палестине». 
Для достижения этой цели Конгресс предлагал использовать следующие способы:
1. объединение еврейских агрономов [фермеров], ремесленников и торговцев в Палестине;
2. создание единой федерации [объединенной организации] всех евреев в местные или общие группы, согласно законам различных стран;
3. укрепление еврейского национального чувства уверенности в себе и национального самосознания;
4. определение предварительных шагов для достижения официального согласия со стороны тех государств, чьё участие актуально для сионистской задачи.

В настоящее время членами Сионистской организации могут быть любые еврейские объединения, разделяющие её программу, даже если не все их участники являются сторонниками сионизма; в ВСО состоят: национальные сионистские Союзы (в том числе женская сионистская организация США — Hadassah), международные сионистские федерации — Международная женская сионистская организация; еврейские международные организации — Бней-Брит, Всемирное спортивное общество «Маккаби», Международная сефардская федерация, Всемирный союз еврейских студентов (WUJS); представители трех течений мирового иудаизма (ортодоксального, консервативного и реформистского); делегации из Содружества Независимых Государств[уточнить] и другие. Сионистская организация в настоящее время в высокой степени децентрализована.
Созданное Оперативным отделением ВСО «Еврейское агентство» («Сохнут») — организация, цели которой очень близки сионистской организации. Задачи этих организаций зачастую переплетались как перед образованием Государства Израиль, так и в ходе дальнейшей истории. Существенные изменения в уставах ВСО и Еврейского агентства произошли в 1952, 1970 и 1979 годах.

## История
Сионистская организация (ивр. הַהִסְתַּדְּרוּת הַצִּיּוֹנִית‎; HaHistadrut HaTsionit), или ZO, была основана в 1897 году на Первом сионистском Конгрессе, проведённом с 29 до 31 августа в Базеле (Швейцария). С января 1960 года организация стала называться Всемирной сионистской организацией.
Сионистская организация с первых дней возглавила сионистское движение, целью которого было создание еврейского очага в земле Израиля, входившей в состав сначала Османской империи, а затем, после Первой мировой войны, живущей под британским мандатом.

### Иерусалимская программа
14 мая 1948 года было объявлено об образовании Государства Израиль. Многие из административных учреждений ВСО, укрепившиеся во время регулярных сионистских Конгрессов предыдущих десятилетий, продолжили свою деятельность. Благодаря сионизму и национально-освободительному движению еврейского народа было создано демократическое Государство Израиль, которое стало главным отражением сионистской мечты — у еврейского народа появилась своя страна, общее будущее. После создания Государства Израиль 23-й Сионистский конгресс (Иерусалим, 1951) опубликовал декларацию, известную под названием «Иерусалимской программы», приведя программу ВСО в соответствие с новой действительностью.
Иерусалимская программа была вновь пересмотрена после Шестидневной войны 1967 года на 27-м Сионистском конгрессе (Иерусалим, 1968).
Платформой для Всемирной израильской организации в настоящее время стала принятая в июне 2004 года Иерусалимская программа, текст которой был одобрен Сионистским Советом.

## В законодательстве Израиля
Кнессет 2-го созыва принял Закон о статусе Всемирной сионистской организации и Еврейского агентства для Эрец-Исраэль 1952 года. Согласно закону Израиль — государство «всего еврейского народа». Всемирная сионистская организация, как и Еврейское агентство, наделена полномочиями «действовать в Государстве Израиль на благо развития страны и её заселения».

## Премия Герцля
С 2004 года Всемирная сионистская организация присуждает ежегодную премию за волонтёрскую деятельность наиболее отличившимся юношам и девушкам. Премия выдается от имени Государства Израиль.

## Список президентов
- 1897—1904 Теодор Герцль
- 1905—1911 Давид Вольфсон
- 1911—1920 Отто Варбург
- 1921—1931 Хаим Вейцман
- 1931—1935 Нахум Соколов
- 1935—1946 Хаим Вейцман
- 1946—1956 вакантно
- 1956—1968 Нахум Гольдманн

## Председатели правления
- 1972—1978 Ицхак Навон
- 1974—1975 Пинхас Сапир
- 1987—1994 Симха Диниц
- 1995—1999 Авраам Бург
- 2005—2009 Зеэв Бельский
- 2010 — 2020 Авраам Дувдевани
- 2020 — н. в. Яков Хагуэль